# Ruger Police Carbine

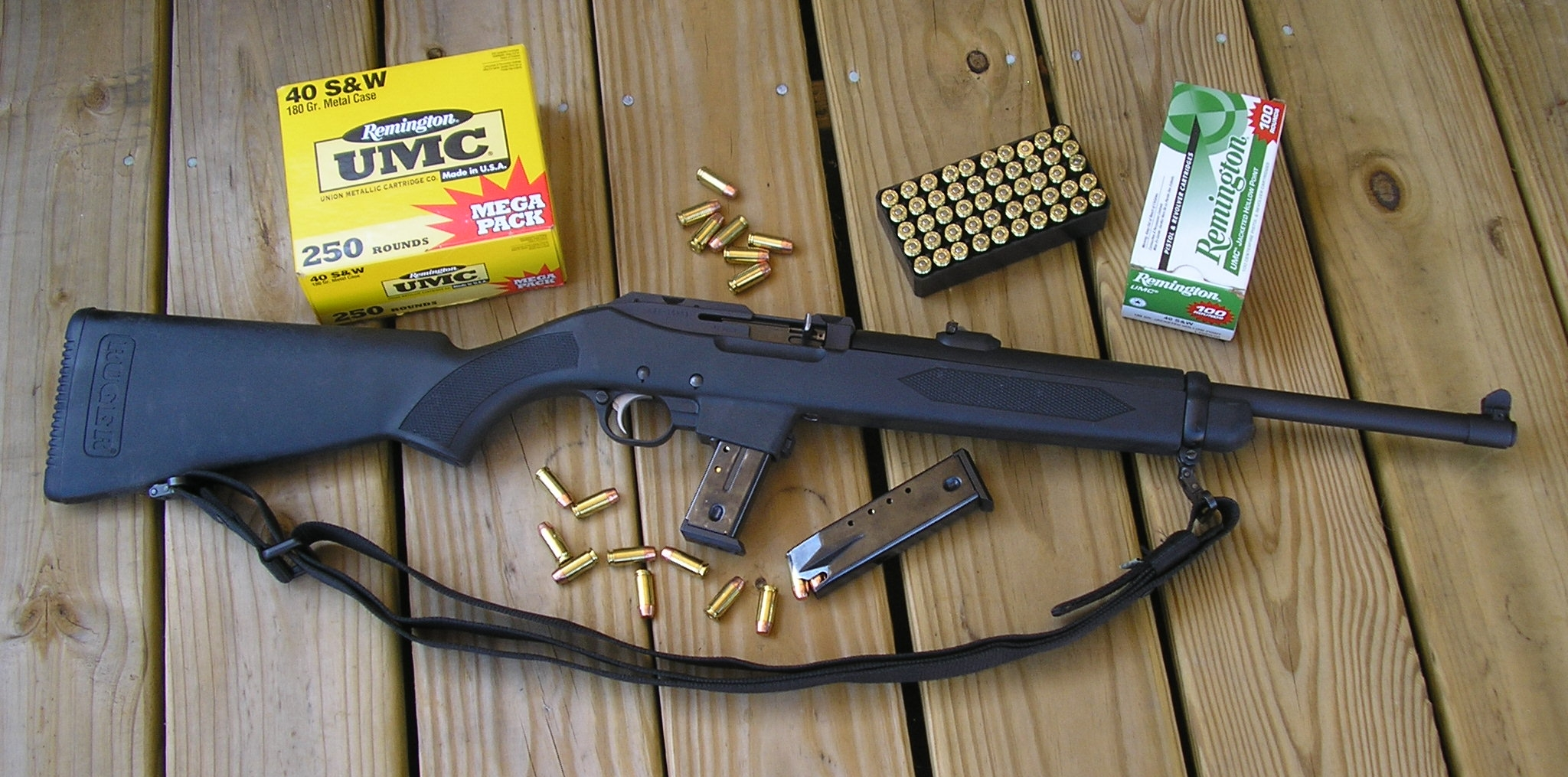
La Ruger PC4 avec ses munitions et chargeurs

La  Police Carbine est une carabine semi-automatique à usage policier produite et vendue par Ruger entre 1997 et 2007 seulement pour cause de diffusion restreinte. Elle emploie des munitions pour pistolets.

## Présentation
C'est une arme relativement compacte utilisant une monture en matériau composite avec une crosse pistolet. La visée est réglable (hausse ou dioptre). L'alimentation se fait grâce aux chargeur des pistolets Ruger P. Il existe deux variantes :
- PC 9  de calibre 9 mm
- PC 4 de calibre 0,40 pouce anglais (10 mm)

## Données techniques
- Fonctionnement : arme semi-automatique, culasse non calée.
- Munition :	9mm Parabellum (PC 9)/.40SW (PC 4)
- Masse de l'arme vide : 	2,9 kg
- Longueur de l'arme : 	873 mm
- Longueur du canon : 	413 mm
- Capacité : 	10 (.40) ou 15 (9 mm) cartouches
- Portée pratique : 100 m
- Usage : Arme de police

### Sources
Cet article est issu de la lecture des revues spécialisées de langue française suivantes :
- Cibles (Fr)
- Action Guns (Fr)